# Past, present and future
Past, present and future is een studioalbum van Al Stewart. 

## Achtergrond
Stewart zag in dat hij met zijn vorige albums toch wel op een dood spoor zat. Hij schoof verder op richting folkrock annex rock. Alhoewel hij daar al met Orange mee begon wordt Past, present and future gezien als de "grote ommekeer". Die wijziging liet haar sporen na. Voor het eerst kon melding worden gemaakt van een vermelding in een hitparade. Het album haalde de 133e plaats in de Billboard Album Top 200. Die notering kwam wel tot stand toen het album in Europa eigenlijk alweer uit de schappen verdwenen was.
Het nummer Terminal eyes werd uitgegeven als enige single dit album, Nostradamus werd als B-kant gebruikt voor de single Swallow wind. 
De platenhoes van de Amerikaanse persing was van Hipgnosis.

## Musici
Stewart schakelde een groot aantal musici in, deels in aansluiting op de musici die hij gebruikte voor Orange:
- Al Stewart: gitaar, zang
- Tim Renwick, Peter Berryman, Isaac Guillory: gitaar
- B.J. Cole: Steel gitaar
- Bruce Thomas, Brian Odgers: basgitaar
- John Wilson: slagwerk
- Peter Wood: toetsinstrumenten, accordeon
- Rick Wakeman, Tim Hinkley, Bob Andrews: toetsinstrumenten
- Bob Sargeant: toetsinstrumenten
- Alistair Anderson: Engelse concertina
- Haim Romano: mandoline
- Dave Swarbrick: mandoline
- Luciano Bravo, Lennox James, Michael Oliver: steel band
- Frank Ricotti: percussie
- Roger Taylor: percussie
- Francis Monkman: Moogsynthesizer
- Krysia Kocjan: achtergrondzang
- John Donelly: achtergrondzang
- Mick Welton: achtergrondzang
- Kevin Powers: achtergrondzang
- Richard Hewson: arrangeur
- Mike "Clay" Stone - geluidstechnicus

## Muziek
Alles geschreven door Al Stewart

| Nr. | Titel                                                           | Duur |
| --- | --------------------------------------------------------------- | ---- |
| 1.  | Old admirals (over admiraal Fisher)                             | 5:54 |
| 2.  | Warren Harding (over Warren Harding)                            | 2:39 |
| 3.  | Soho (needless to say) (over wijn in Londen)                    | 3:55 |
| 4.  | The last day of june 1934 (over Ernst Röhm)                     | 4:45 |
| 5.  | Post world war two blues (over nasleep Tweede Wereldoorlog)     | 4:17 |
| 6.  | Roads to Moscow (over inval van Nazi-Duitsland in Rusland 1941) | 8:00 |
| 7.  | Terminal eyes (over zelfmoorden)                                | 3:22 |
| 8.  | Nostradamus (over Nostradamus)                                  | 9:43 |

Het originele album zou eigenlijk gaan over de 20e eeuw (tot de releasedatum). Stewart kwam thema’s te kort en sloot af met Nostradamus.